# Virgin Orbit
Virgin Orbit — американське аерокосмічне приватне підприємство в рамках групи Virgin, яке планує надавати послуги запуску малих супутників. 

## Історія
Компанія була створена в 2017 році для розробки ракети-носія LauncherOne, яка має запускатися з носія Cosmic Girl, що раніше був проєктом Virgin Galactic. Заснована в Лонг-Біч, штат Каліфорнія, Virgin Orbit налічує понад 300 співробітників на чолі з президентом Деном Хартом, колишнім віцепрезидентом державних супутникових систем компанії Boeing.
Virgin Orbit зосереджується на виведенні невеликих супутників, який є одним з трьох напрямків, на які орієнтована Virgin Galactic. Цими напрямками є: політ у космос людини, запуск невеликих супутників, а також сучасний дизайн, виготовлення та тестування аерокосмічних об'єктів.
Не зважаючи на те, що сама технологія запуску космічних апаратів не є інноваційною, компанія планує знизити до мінімуму вартість виведення супутників на орбіту. За останні кілька років у сфері комерційної космонавтики з'явилося багато конкурентів, так що зараз основне завдання — запропонувати клієнтам послугу з мінімально можливою ціною.
Для зниження собівартості створення ракет і самих пусків компанія збирається використовувати друк на спеціалізованих принтерах. З їх допомогою Virgin Orbit сподівається розробляти як корпуси ракет, так і ракетні двигуни. Крім того, нові технології допоможуть скоротити час виготовлення однієї ракети з 10 місяців до 2-3.
16 березня 2023 року, компанія Virgin Orbit тимчасово призупинила свою діяльність, намагаючись впоратися із кризою фінансування. У заяві компанії було сказано: «Virgin Orbit бере операційну паузу в масштабах усієї компанії, яка почне діяти з 16 березня 2023 року, і планує надати оновлену інформацію щодо своїх подальших планів у найближчі тижні», відповідне повідомлення було оприлюднено в BBC News. Це сталося після того, як у січні 2023 року компанія не змогла здійснити перший в історії Великої Британії космічний запуск. Один з літаків компанії злетів в небо з ракетою на борту, аби звідти запустити її у космос. Однак, через певну аномалію, ракета не змогла піднятися на орбіту, а натомість розвалилася на шматки в атмосфері. Відтоді компанія стикається з проблемами фінансування, а також змушена відповідати на питання про шкоду, яку цей невдалий запуск міг завдати планам Великої Британії стати космічним центром.
4 квітня 2023 року подала заявку про банкрутство в суд США. 23 травня 2023 у пресрелізі компанії повідомили що Virgin Orbit у процесі продажу багатьох своїх активів. Більшу частину активів придбала Rocket Lab USA.